# Mohamed Koussi
Mohamed Koussi (né le 15 mars 1994) est un athlète marocain, spécialiste du 110 mètres haies.

## Biographie
Il remporte le titre du 110 m haies lors des championnats d'Afrique juniors 2013 à Bambous.
Le 22 mai 2016, au cours des Championnats de France des clubs, à Villeneuve-d'Ascq, Mohamed Koussi établit un nouveau record du Maroc du 110 m haies en 13 s 69. Le 25 juin, il remporte la médaille de bronze des championnats d'Afrique 2016, à Durban (13 s 94), devancé par le Sud-africain Antonio Alkana et le Nigérian Tyron Akins.
En 2021 il porte son record national, qui était de 13 s 63 depuis 2018, à 13 s 57.

### Palmarès
| Date | Compétition                    | Lieu    | Résultat | Épreuve     | Temps   |
| ---- | ------------------------------ | ------- | -------- | ----------- | ------- |
| 2013 | Championnats d'Afrique juniors | Bambous | 1er      | 110 m haies | 14 s 14 |
| 2016 | Championnats d'Afrique         | Durban  | 3e       | 110 m haies | 13 s 94 |
| 2021 | Championnats panarabes         | Radès   | 3e       | 110 m haies | 14 s 09 |

### Records
| Épreuve     | Performance  | Lieu  | Date          |
| ----------- | ------------ | ----- | ------------- |
| 110 m haies | 13 s 57 (NR) | Rabat | 11 avril 2021 |